# Viruela símica en la República Democrática del Congo
La viruela símica en la República Democrática del Congo (RDC), donde la enfermedad es de notificación obligatoria. Allí, el tipo más virulento del virus de la cuenca del Congo ha estado afectando a algunas de las comunidades más pobres y socialmente excluidas del mundo.
Muchos casos ocurren esporádicamente o en pequeños grupos, pero también ocurren grandes brotes.

## Primeros casos

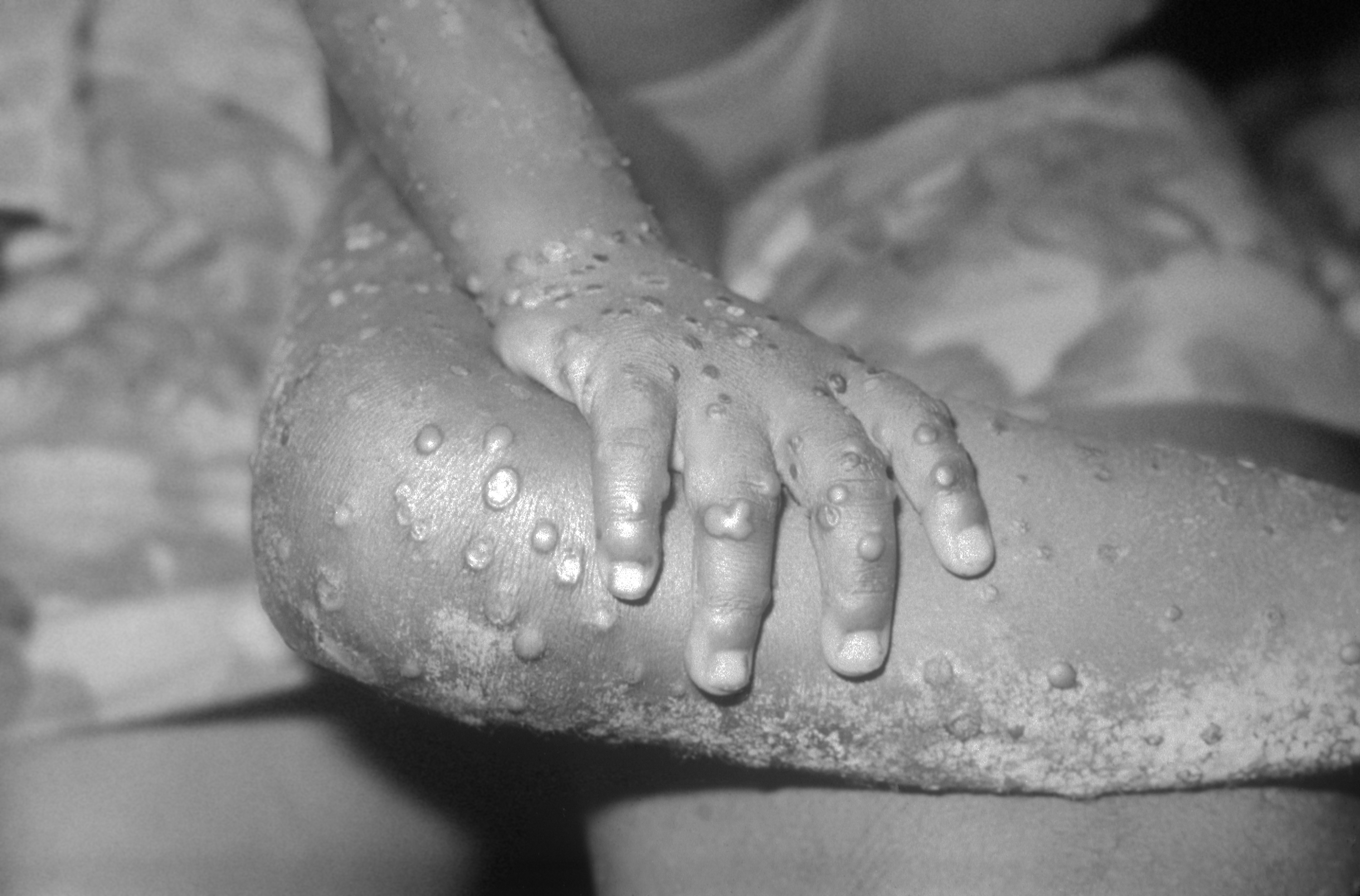
Viruela símica en Liberia (1971).

El primer caso mundial de viruela símica humano se detectó en un niño de nueve meses en 1970 en la República Democrática del Congo (entonces Zaire), dos años después de que se informara su último caso de viruela. El inicio de su erupción fue el 24 de agosto. Ese año, se identificó la enfermedad en otros cuatro niños, incluidos tres en Liberia que eran compañeros de juegos. En ese momento, se encontró evidencia del virus en primates no humanos en Liberia y Sierra Leona.
La vigilancia activa de la Organización Mundial de la Salud (OMS) entre 1981 y 1986 identificó 338 casos con una tasa de transmisión de persona a persona del 28 %. Hasta 1986, el 95 % de los casos en todo el mundo se identificaron en la República Democrática del Congo. Los casos fueron raros en personas mayores de 15 años, y más de dos tercios de las infecciones podrían atribuirse al contacto con animales dentro de las selvas tropicales. Inicialmente, era poco común que un miembro de la familia contrajera la infección a menos que no tuviera una cicatriz de viruela.

## Resurgimiento en 1996
Un resurgimiento de la enfermedad en la República Democrática del Congo en 1996 también vio una gran cantidad de casos informados pero no todos confirmados por laboratorio, con una alta tasa de transmisión y una tasa de mortalidad más baja; los principales expertos creen que un número significativo puede haber sido realmente varicela. Es probable que algunos hayan tenido viruela símica y varicela al mismo tiempo. La antigua provincia de Kasaï-Oriental de la RDC registró el mayor número de casos durante 1996-1997.
Entre 1996 y 2005, los casos de viruela del simio aparecieron cada vez más en personas gradualmente mayores, con menos de una cuarta parte de los casos atribuidos al contacto con animales de la selva tropical y con una mayor cantidad de infecciones por contacto cercano. Entre enero de 2001 y diciembre de 2004, se informaron 2734 casos sospechosos de viruela símica humana en la República Democrática del Congo. Sin embargo, la guerra civil limitó la vigilancia y solo se obtuvieron 171 muestras clínicas de 136 casos sospechosos; menos del 5 % de todos los casos notificados.

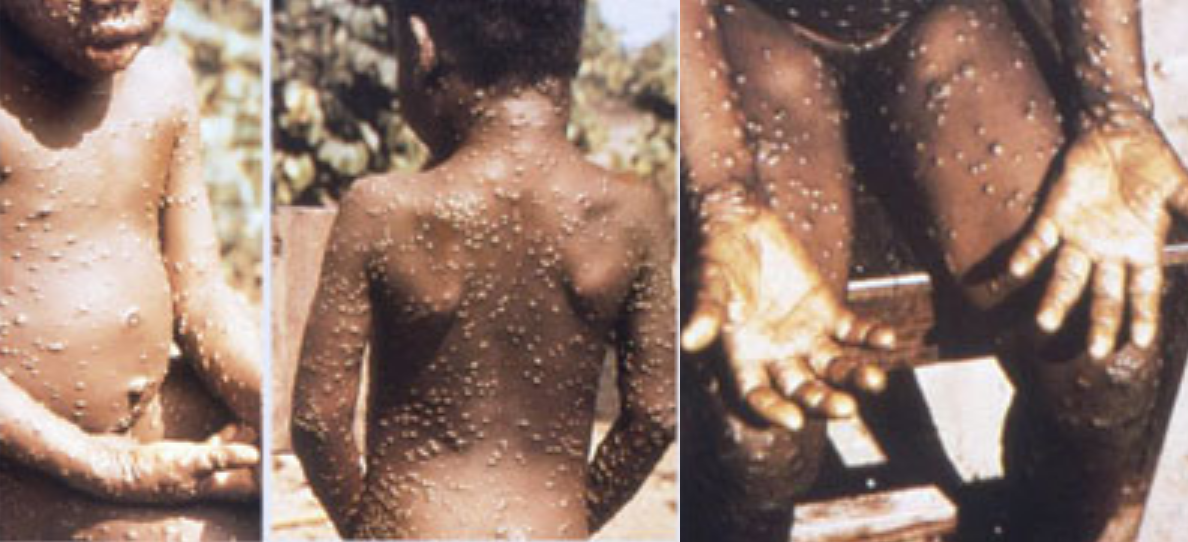
Brote de viruela del mono en la República Democrática del Congo (1997)
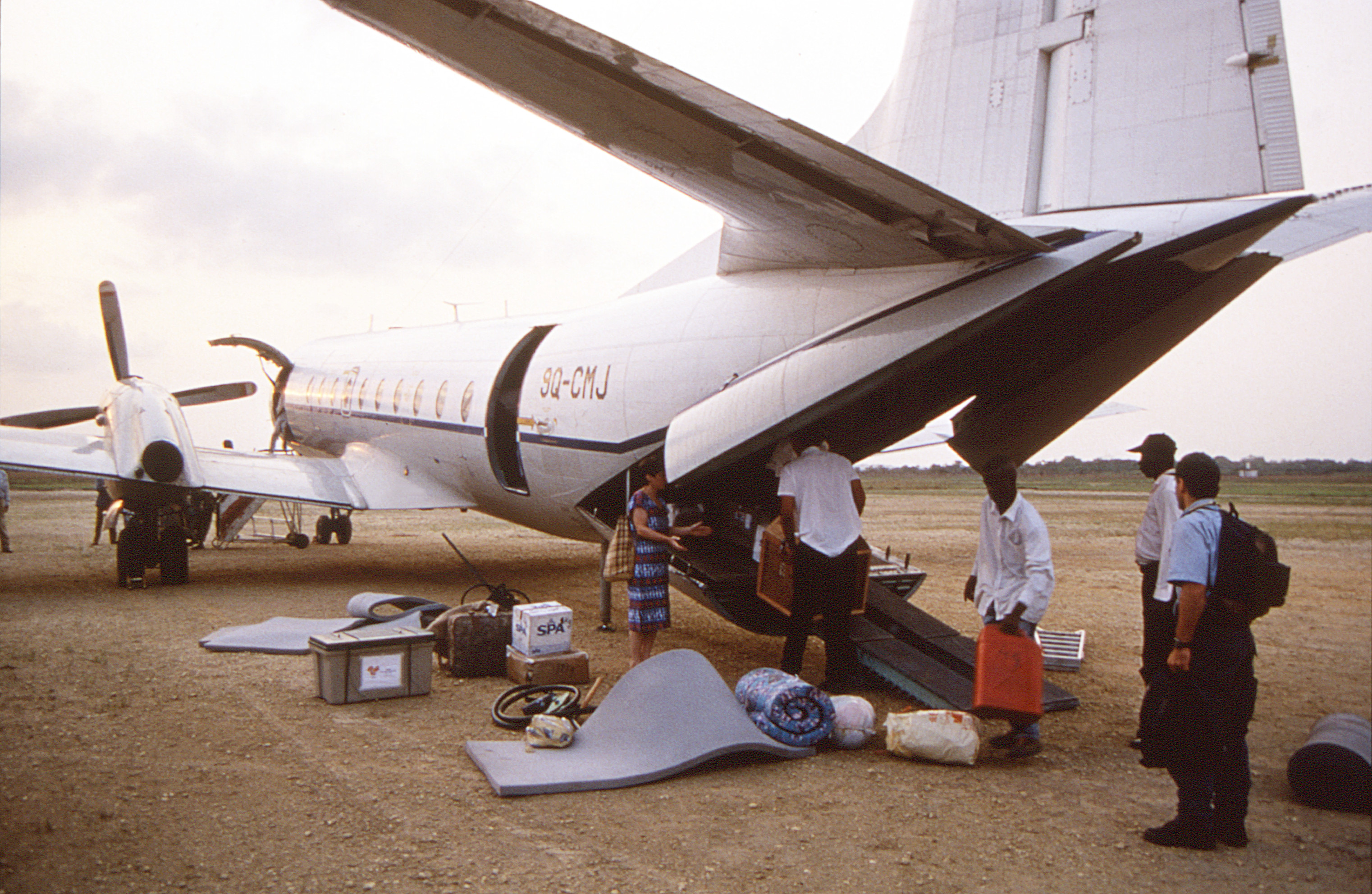
El equipo epidemiológico estadounidense después de haber aterrizado en el aeropuerto de Lodja - Zaire 1997
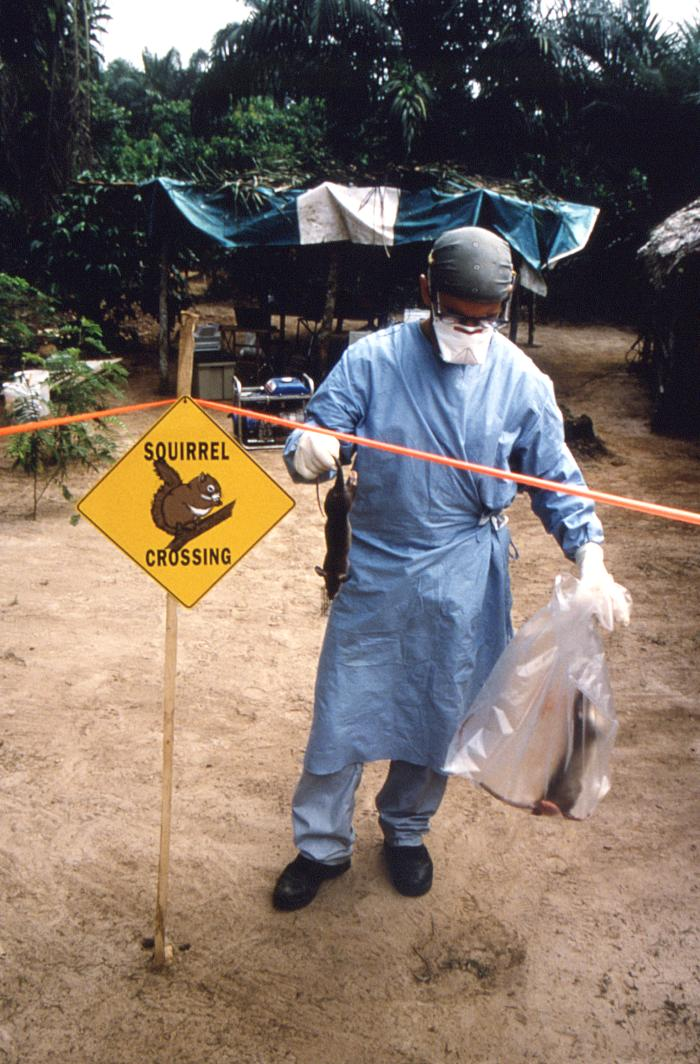
Prueba de ratas de Gambia (1997)
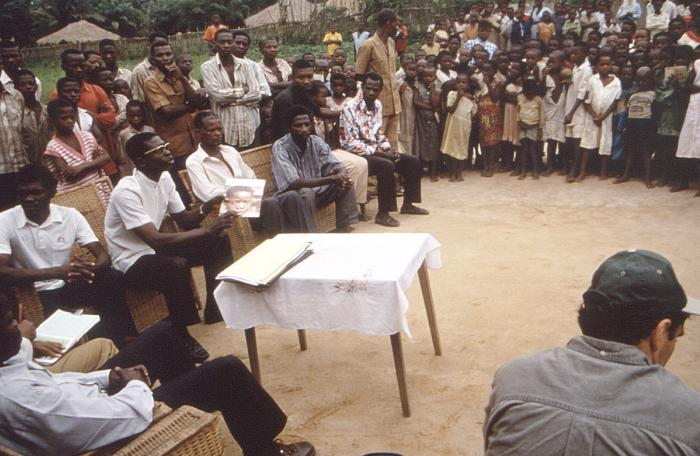
Encuentro educativo RDC (1997)

## De 2005 en adelante
Después de 2005, la RDC notificó más de 1000 casos sospechosos por año. Entre noviembre de 2005 y noviembre de 2007, se detectaron 760 casos humanos de viruela del simio confirmados por laboratorio; particularmente en personas que viven en áreas boscosas, hombres, menores de 15 años y sin vacuna previa contra la viruela.
Muchos casos ocurren esporádicamente o en pequeños grupos, pero también ocurren grandes brotes. Se observó que el riesgo de transmisión de persona a persona dentro de los hogares en la República Democrática del Congo osciló entre el 50 % y el 100 % durante el brote de 2013. La Zona de Salud Bokungu de la RDC experimentó un aumento de casos de 600 veces ese año. En 2019, la RDC notificó 3794 casos sospechosos y 73 muertes. En los primeros nueve meses de 2020, informó más de 4500 casos sospechosos de viruela símica, incluidas 171 muertes.
La viruela del mono es de notificación obligatoria en la República Democrática del Congo, donde la enfermedad es endémica y la carga de la enfermedad sigue siendo alta. Allí, el tipo más virulento del virus de la cuenca del Congo ha estado afectando a algunas de las comunidades más pobres y socialmente excluidas del mundo. Un sistema de vigilancia regional recopila informes de todos los casos sospechosos de viruela del simio y, cuando es posible, pueden investigarse.